# Cuadernos de la Facultad de Humanidades y Ciencias Sociales
Cuadernos de la Facultad de Humanidades y Ciencias Sociales es una publicación académica semestral editada por la Facultad de Humanidades y Ciencias Sociales de la Universidad Nacional de Jujuy (Argentina), que publica artículos de las ciencias sociales y humanas.

## Objetivos e historia
Esta revista comenzó a ser editada en el año 2017, desde sus inicios ha tenido una periodicidad semestral, por lo que se publican dos números cada año. Se trata de una revista gratuita de acceso abierto, cuyos trabajos deben cumplir con rigurosidad científica y son sometidos a arbitraje doble ciego para asegurar la calidad de los mismos. Acepta contribuciones en cualquier momento del año.
Recibe contribuciones inéditas en español, como en inglés, portugués o francés. Acepta manuscritos dentro de varias categorías, que incluyen artículos libres, tanto originales de investigación como revisiones de temas concretos. También publican Editoriales de la revista, Cartas del Editor, así como también en algunos casos, trabajos que incluyen comentarios, críticas y respuestas.
Esta revista científica tiene como objetivo reunir y publicar trabajos originales e inéditos de especialistas sobre temáticas vinculadas con las distintas disciplinas de las Humanidades y las Ciencias Sociales. El público al que esta orientada la revista abarca a los lectores interesados en estas disciplinas. De esta forma, la revista pretende poder conformar un espacio editorial de primer nivel para poder difundir la producción académica de la región.

## Indexación
La revista Anuario de Arqueología está indizada en: SciELO (Scientific Electronic Library Online), Redalyc (Red de Revistas Científicas de América Latina y el Caribe, España y Portugal), Latindex (Sistema Regional de Información en Línea para Revistas Científicas de América Latina, el Caribe, España y Portugal), ERIHPLUS (European Reference Index for the Humanities and the Social Sciences), entre otros.